# جون بي غريغ
جون بي غريغ (بالإنجليزية: John P. Gregg)‏ هو لاعب كرة قاعدة أمريكي، ولد في 14 سبتمبر 1876 في إيلم غروف في الولايات المتحدة، وتوفي في 11 يونيو 1963 في نورا سبرينغز في الولايات المتحدة.